# Go-Suzaku
Cesarz Go-Suzaku (jap. 後朱雀天皇 Go-Suzaku tennō; 1009 – 1045) – 69 cesarz Japonii, według tradycyjnego porządku dziedziczenia.
Go-Suzaku panował w latach 1036–1045.
Mauzoleum cesarza Go-Suzaku znajduje się w Kioto. Nazywa się Enjō-ji no Misasagi.